# El Naranjo (Guatemala)
Naranjo (también conocido como Sa'aal o Wal Kab'nal) es un sitio arqueológico de la cultura maya localizado en el Petén al norte de Guatemala, dentro Parque Nacional Yaxhá-Nakum-Naranjo. Naranjo Sa'aal representó el segundo reino regional más extenso en la zona del Petén, después de Tikal. La ciudad impuso una notable influencia en la frontera política, geográfica y cultural, impactando su economía y prácticas rituales. Fue la capital de uno de los reinos mayas más importantes del Periodo Clásico el Reino Sa'aal (250-900 d. C.) y jugó un papel político primordial con otras ciudades mayas como Tikal,  Calakmul y Caracol, hasta que fue abandonado durante el Colapso del Clásico Maya. Durante la segunda mitad del siglo XX sufrió un depredación intensiva, hasta la recuperación del control del sitio en 2002.     
No debe confundirse con otro sitio arqueológico de Guatemala conocido como El Naranjo, en el Valle Central de Guatemala, situado en las cercanías de Mixco y Kaminaljuyú, del Preclásico Medio y el Clásico Tardío.

## Descripción del sitio
Ocupa un área aproximada de 90 kilómetros cuadrados, de los que 8.5 incluyen el área central capital que contiene más de 389 edificios; la periferia residencial incluye más de 300 conjuntos arquitectónicos que contienen no menos de 1,800 edificios, los que estuvieron organizados en barrios. En los cuatro extremos del reino hubo ciudades que velaban por los límites políticos. Sobresalen seis grupos de acrópolis y el complejo del palacio real, que contienen voluminosos templos piramidales, palacios residenciales  y  administrativos de uno  y  dos niveles, calzadas, reservorios, dos patios para juego de pelota, un observatorio astronómico, santuarios y diversos edificios ceremoniales, todos ellos comunicados por calzadas.
El centro monumental urbano ocupa aproximadamente 2 km² con 148 edificios mayores que corresponden funcionalmente a templos piramidales, palacios de varios pisos con funciones administrativas y residenciales de la realeza y elites menores. El epicentro se encuentra dividido en 6 grupos. Uno de los complejos urbanos más sobresalientes es la Acrópolis Triádica C-9.

### Complejo Palaciego de Acrópolis Central
El conjunto de palacios configurado en la Acrópolis Central, sobresale por su notable volumen, complejidad arquitectónica y antigüedad. Se considera correspondió al Complejo Palaciego de la Realeza. Se ubica junto al Conjunto Astronómico, tipo grupo E donde se encuentra la Pirámide de la Escalinata Jeroglífica. La Acrópolis Central ocupa un área de 490 metros cuadrados, que se eleva 40 metros sobre el nivel de la plaza que sostiene el basamento. En los años 1960's madereros realizaron un amplio corte con tractor en el basamento NE del complejo de acrópolis con el móvil aparente de robar alguna escultura mayor.
El complejo palaciego esta organizado en cinco patios (tres mayores y dos menores), delimitados por nueve palacios con diversos formatos y múltiples recintos. Cada uno de los patios muestra características particulares en espacio, orientación y forma, lo que permite elaborar acerca de su funcionalidad y desarrollo; el proceso de crecimiento del complejo arquitectónico estuvo claramente enfocado en el edificio central (B-15) que se considera cómo el principal del conjunto. El palacio central B-15 consiste en un basamento piramidal de cuatro terrazas, que alcanza una altura de 30 metros sobre los patios que le circundan. En cada una de las terrazas se acomodan varios recintos abovedados longitudinales y transversales en un formato reminiscente al que presentan el palacios Caana de Caracol (Belice), la estructura II de Calakmul (Campeche), y el palacio de cinco pisos de Edzna (Campeche). Los túneles realizados por los saqueadores dejaron expuestos recintos en las fachadas Sur (primero, segundo y tercer nivel), fachada Oeste (tercer nivel) y Norte.

#### Patio este
El Patio Este es el de mayores dimensiones del complejo palaciego (40 × 27 m), se considera que para el siglo VII d. C., pudo albergar actividades públicas, según se infiere en las características de los palacios B-14, B-15, B-16 y B-17 que se encuentran entorno del Patio. Los palacios B-14 y B-16 tuvieron recintos amplios con vanos anchos y bancas centrales en el interior.

#### Patio Sur
Este sector del complejo palaciego se considera el área más restringida y privada, pues solo tiene acceso desde el Patio Este. Se considera que entorno del Patio Sur estuvieron ubicados los aposentos más privados del gobernante. Precisamente por el sector Sur, el palacio se comunica con varios cuadrángulos que pudieron ser áreas de residencias de personal de servicio o bien de talleres para producción artesanal especializada. Los saqueadores mediante seis túneles y trincheras destruyeron las fachadas y subestructuras de los edificios de B-15, B-16 y B-45.

#### Patio Norte
El acceso a este Patio se verificó mediante un pasillo abovedado (B-14A) que lo comunicó con el Patio Este. La función del Patio Norte, pudo estar relacionada con actividades rituales o ceremoniales ligadas a actos públicos, debido a que colinda con la Calzada Principal de la ciudad. El Patio Norte está organizado en dos sectores, uno de ellos se integra con la fachada Norte del Palacio B-15 que tuvo un acceso muy amplio. El otro sector del Patio Norte conecta con una plataforma baja en forma de "L" situada en la esquina NO del conjunto palaciego, desde allí, el gobernante y su familia pudieron presenciar procesiones que recorrieron la Calzada Principal.

## Historia
Su origen y desaparición son todavía desconocidos, pues los saqueos han hecho desaparecer numerosas piezas claves de su historia. Se sabe, no obstante, que su topónimo original fue Wal Kab'nal ('el sexto lugar de la Tierra', transcrito en maya yucateco moderno), y fue la capital del reino de Sa'al durante el período Clásico mesoamericano y que fue conquistada por El Caracol en el año 631. Desde ese momento se convirtió en enemiga de Tikal y atacó varias veces Yaxhá. A finales del periodo clásico tardío se dejaron de esculpir estelas.

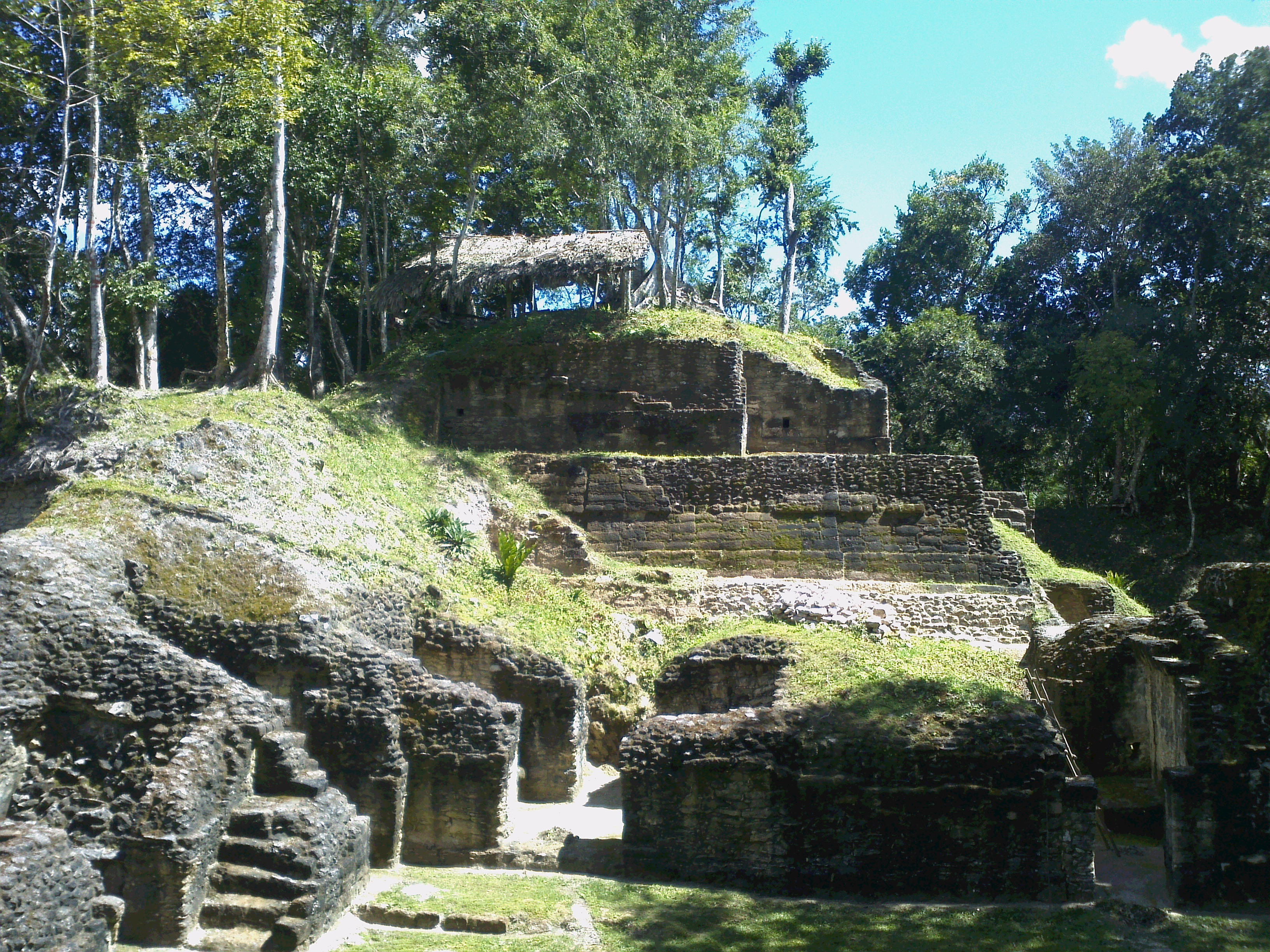

## Gobernantes conocidos
| Nombre                     | Periodo de reinado |
| -------------------------- | ------------------ |
| Tzik'in Bahlam             |                    |
| Naatz Chan Ahk             |                    |
| K’inich Tajal Chaak        |                    |
| Aj Wosal Chan K’inich      | 546-615> d. C.     |
| K'uxaj                     | >630-631> d. C.    |
| K'ahk' Xiiw Chan Chaahk    | >644-680> d. C.    |
| Señora Wak Chanil Ahaw     | 682-<741 d. C.     |
| K'ahk' Tiliw Chan Chaak    | 693-728 d. C.      |
| Yax Mayuy Chan Chaak       | ?-744 d. C.        |
| K'ahk' Yipiiy Chan Chaak   | 746-? d. C.        |
| K'ahk' Ukalaw Chan Chaak   | 755-780> d. C.     |
| Murciélago K'awiil         | ?                  |
| Itzamnaaj K'awiil          | 784-810> d. C.     |
| Waxaklajuun Ub'aah K'awiil | 814-?              |

## Historia moderna
Teobert Maler y Thomas Gann estuvieron en Naranjo, siendo este último quien extrajo las escalinatas jeroglíficas del Templo B-18 para transportarlas en barco a Europa, vendiéndolas al Museo Británico en 1924 por apenas 20 Libras Esterlinas. Posteriormente, Naranjo-Sa’al fue invadido por traficantes de madera y de objetos arqueológicos, así como agricultores y ganaderos que han obstaculizado la realización de investigaciones en el sitio. Actualmente, las intervenciones arqueológicas en Naranjo Sa’al se realizan tanto en el epicentro, como en la periferia, con el objeto de conocer aspectos culturales relacionados tanto con la élite mayor, cómo con la élite menor y gente común